# Nyelesférgek
A nyelesférgek vagy álmohaállatok (Entroprocta vagy Kamptozoa) az állatok (Regnum Animalia) egyik törzse.
Apró, néhány mm nagyságú magányos vagy telepes állatok. Nagy többségük tengerekben él, és helytülő életmódot folytat. Testük az aljzathoz tapadásra szolgáló nyélből és kehelyszerű felső részből (calyx) áll. A nyélben erős izomzat van, a végén megtapadást szolgáló ragasztómirigy nyílik. A kelyhet mesenchyma tölti ki, itt találhatók a belső szervek. A kehely bemélyedése az atrium, itt nyílik a szájnyílás. Peremén 8-30 tapogatóból álló koszorút találunk. A tapogatók belső felén csillók vannak.
A bélcsatorna patkó alakú, nyelőcsőre, gyomorra és bélre tagolódik. A végbélnyílás a száj közelében nyílik.
Kiválasztószervük a páros elővesécske.
A bélcsatorna belső kanyarulatában helyezkedik el az egyetlen agydúc, innen indulnak az idegek az érzékszervekhez.
Váltivarúak vagy hímnősek. Az ivarszervek párosak. Lárvájuk trochophorid (csillós, pelágikus koszorúslárva). A lárvák a kehely belső felületén található költőüregben fejlődnek. Kiszabadulva az anyaállatból szabadon úszkálnak, majd megtelepedve kehellyé alakulnak és nyelet fejlesztenek.
A nyelesférgek ivartalanul is szaporodnak.
Zömmel tengerek parti övének lakói, de édesvizekben is előfordulnak. Növényeken, építményeken, rákokon telepszenek meg.
Táplálékuk planktonikus élőlényekből áll.

## Gyakori fajok
- Loxosoma neapolitanum: A Földközi-tengerben, magányos faj.
- Urnatella gracilis: Telepes édesvízi faj, Magyarországról is ismert.